# Затура: Космическое приключение
«Затура: Космическое приключение» (англ. Zathura: A Space Adventure) — семейный приключенческий кинофильм режиссёра Джона Фавро. Фильм снят по книге Криса Ван Оллсбурга «Затура», ставшей продолжением книги «Джуманджи».

## Сюжет
Братья Уолтер и Дэнни не ладят друг с другом, а также со своей старшей сестрой Лизой. Их родители разведены, и все трое проводят каждую неделю то у мамы, то у отца. Когда в один такой раз отец уезжает на работу, а Лиза спит перед вечерним свиданием, Дэнни находит в подвале старую настольную игру на космическую тематику «Затура». Мальчики начинают играть, цель — первым достичь финиша под аналогичным названием. Во время каждого хода игра выдаёт карточку с заданиями, но братья быстро понимают, что карты влияют на реальность. Вскоре они обнаруживают, что дом теперь находится в космосе. Тем временем Лиза смотрит в окно и, искренне полагая, что на улице просто ночь, идёт в душ. Мальчики пытаются предупредить её, но она замораживается из-за очередной карты. Они читают инструкцию, в которой указан единственный способ вернуться домой — достичь Затуры, то есть пройти игру до конца.
По мере того, как братья продолжают играть, они избегают различных опасностей, таких как неисправный робот, нападение зоргонов (пришельцев) и притяжение звезды. Очередная карта приносит в дом Астронавта, который советует выключить свет и все источники тепла, а затем поджигает диван и отправляет его в космос, тем самым отвлекая зоргонов. Напряжение между братьями растёт, Уолтер обвиняет Дэнни в том, что он сжульничал и передвинул свою фигурку вперёд, но, когда Уолтер возвращает её обратно, игра реагирует так, как будто Уолтер жульничает, и выталкивает его из дома в космическое пространство. Его спасает Астронавт. Во время следующего хода Уолтер получает карту, которая позволяет ему загадать желание. Астронавт пытается отговорить его, но Уолтер всё равно что-то загадывает, и у него появляется футбольный мяч с автографом. Астронавт рассказывает, что он сам и его собственный брат давным-давно играли в эту же игру, и он тоже получил эту карточку. Он пожелал исчезновение своего брата, потому что часто с ним ссорился и возненавидел его, и в итоге застрял в игре, так как она рассчитана на двоих. Уолтер и Дэнни соглашаются работать в команде, чтобы быстрее закончить игру.
Лиза размораживается и, не зная о текущих событиях, случайно приманивает зоргонов обратно. Все бегут на второй этаж, но понимают, что игра осталась внизу. Дэнни удаётся найти её, но зоргоны увязываются за ним в погоню. Уолтер использует карту «Сменить программу», чтобы заставить неисправного прежде робота атаковать зоргонов, и пришельцы отступают. Уолтер получает ещё одну карту «Загадай желание». Он загадывает, чтобы Астронавт вернул своего брата, и, к удивлению, братом оказывается копия Дэнни. Выясняется, что Астронавт и есть Уолтер, только в будущем. Мальчики касаются своих двойников, после чего Астронавт и другой Дэнни исчезают. Произошедшее заставляет их задуматься над своими отношениями.
Зоргоны возвращаются в дом с большим флотом, намереваясь уничтожить его. Дэнни делает последний ход и достигает Затуры. Появляется чёрная дыра, которая засасывает корабли зоргонов и дом. Все трое оказываются на Земле, будто бы ничего не случилось. Отец приходит домой и видит, как Уолтер и Дэнни поладили и играют вместе. Лиза уходит на свидание и говорит им, чтобы они никому не рассказывали о том, что произошло. В конце фильма велосипед, который всё время вращался в космосе вокруг дома, падает на газон перед ним.

## В ролях
| Актёр          | Роль            |
| -------------- | --------------- |
| Джона Бобо     | Дэнни           |
| Джош Хатчерсон | Уолтер          |
| Дэкс Шепард    | Астронавт       |
| Кристен Стюарт | Лиза            |
| Тим Роббинс    | отец            |
| Фрэнк Оз       | Робот (озвучка) |

## Съёмочная группа
- Режиссёр — Джон Фавро
- Сценаристы: Дэвид Кепп, Джон Кампс
- Оператор — Гильермо Наварро
- Композитор — Джон Дебни

## Существа
- Зоргоны — главные антагонисты фильма. Враждебные, хищные и злобные инопланетяне, похожие на огромных ящеров. Передвигаются на космических кораблях, сжигают всё во Вселенной (в том числе и свою планету), питаются мясом.
- Робот — неисправный крупный металлический робот. Считал Уолтера инопланетным телом, которое нужно уничтожить и гонялся за ним. Но из-за выпавшей впоследствии карточки «Перепрограммирование» сам себя починил и помог прогнать Зоргонов.

## Отзывы
На сайте Rotten Tomatoes фильм имеет рейтинг 76 % со средней оценкой 6,5 из 10 на основе 161 рецензии. Питеру Брэдшоу из The Guardian фильм не понравился, и он дал ему 1 звезду из 5, написав, что не видит смысла брать его даже на DVD. Рецензент из Time Out отмечал, что «как бы странно это ни звучало, „Затура“ — это именно то, что нужно». Джеймс Дайер из Empire дал картине 3 звезды из 5 и подчеркнул, что это «очаровательное детское приключение с великолепной игрой молодых актёров». Герман Люссье из Gizmodo написал статью о фильме спустя 15 лет после выхода и отметил, что он «в основном забыт, но не лишён достоинств».